# Las Posadas
Las Posadas är en nio dagar lång tradition med ursprung i Spanien, som numera firas även i Mexiko, Guatemala samt delar av sydvästra USA,, och varar mellan 16 och 24 december på kvällarna (runt klockan 20.00 eller 22.00 PM)
Man firar med ljus, och sång.

## Bakgrund
Rötterna är romersk-katolska, men även protestanter firar. Traditionen  anses ha uppstått i 1500-talets Mexiko. Det anses ha startats som en blandning av spansk katolicism och Aztekernas decemberfirande till minne av Huitzilopochtlis födelse.
I Wisconsin firar man inomhus på grund av vädret.
Vid firandet i Portland, Oregon ger man julklappar till behövande barn.
I New York dricker man Atole.

### Fotnoter
1. ↑  ”Southwestern Christmas - Luminarias and Farolitos”. Santafedecor.com. Arkiverad från originalet den 26 april 2012. https://web.archive.org/web/20120426050856/http://www.santafedecor.com/Newsletters/Archive/SW-Luminiarias-Farolitos.htm. Läst 3 november 2012.
2. ↑  ”No Room in the Inn: Remembering Migrants on the U.S./Mexico Border”. Peace.mennolink.org. 4 juli 2010. Arkiverad från originalet den 6 juli 2012. https://web.archive.org/web/20120706150743/http://peace.mennolink.org/articles/advadvreading.html. Läst 3 november 2012.
3. 1 2  Erickson, Doug (23 december 2010). ”Latinos here celebrate Christmas tradition Las Posadas, ‘festival of acceptance’”. Wisconsin State Journal. http://host.madison.com/wsj/news/local/article_8e8434aa-0e19-11e0-a52d-001cc4c002e0.html. Läst 24 december 2010.
4. 1 2  Aldama, Arturo J.; Candelaria, Cordelia; Garc&amp (2004). Encyclopedia of Latino popular culture. Westport, Conn: Greenwood Press. ISBN 0-313-33211-8
5. 1 2  Guerrero-Huston, Thelma (22 december 2010). ”'Las Posadas' event celebrates the Christmas story”. Statesman Journal. http://www.statesmanjournal.com/article/20101222/COMMUNITIES/12220312/1108/NEWS. Läst 24 december 2010.[död länk]
6. ↑  Langlois, Ed (23 december 2010). ”Arkiverade kopian”. Catholic Sentinel (Portland, Oregon). Arkiverad från originalet den 16 mars 2012. https://web.archive.org/web/20120316050851/http://www.catholicsentinel.org/main.asp?SectionID=2&SubSectionID=35&ArticleID=13755. Läst 23 december 2012.
7. ↑  McCaughan, Pat (17 december 2010). ”Las Posadas observances adapt, recall Latin American celebration of the nativity”. Episcopal News Service. http://www.episcopalchurch.org/79425_126248_ENG_HTM.htm. Läst 24 december 2010.